# Song of the Shell
Song of the Shell è un cortometraggio muto del 1912 scritto e diretto da Ralph Ince.

## Produzione
Il film fu prodotto dalla Vitagraph Company of America.

## Distribuzione
Distribuito dalla General Film Company, il film - un cortometraggio in una bobina - uscì nelle sale cinematografiche statunitensi il 13 dicembre 1912. Nel Regno Unito, fu distribuito con il titolo The Song of the Sea Shell il 27 marzo 1913.